# فرودگاه ترکمن‌آباد
فرودگاه ترکمن‌آباد  (به انگلیسی: Turkmenabat Airport)  یک فرودگاه همگانی  با کد یاتا CRZ است که یک باند فرود بتن دارد و طول باند آن ۲۷۴۹ متر است. این فرودگاه در  کشور ترکمنستان قرار دارد و در ارتفاع ۱۹۲ متری از سطح دریا واقع شده است.

## خطوط هوایی و مقاصد
| شرکت‌های هواپیمایی   | مقصدهای پروازی                                        |
| ------------------- | ----------------------------------------------------- |
| نوردویند ایرلاینز   | فرودگاه بین‌المللی قرغان‌تپه، فرودگاه بین‌المللی شرمتیوو |
| هواپیمایی ترکمنستان | فرودگاه عشق‌آباد، فرودگاه داش‌اغوز، فرودگاه ترکمن‌باشی   |